# Hélène Charnassé
Hélène Renée Charnassé est une musicologue française, née le 1er février 1926 au Mans et morte le 4 mai 2023 dans cette même ville,,.

## Biographie
Hélène Charnassé est une musicologue spécialiste des instruments à cordes.
Elle a soutenu sa thèse de doctorat d'État sous la direction de Marc Honegger, à Strasbourg, en 1980.
Elle a été maîtresse de recherche au CNRS et était responsable de l'équipe de recherche sur l'analyse et la transcription des tablatures par ordinateur (ERATTO),.

## Publications
- Les recueils pour cistre d'Adrian Le Roy (1564-1565), Paris, Sorbonne.
- Instruments de musique : trois cahiers, avec H. Barret, Paris, A. Leduc, 1965.
- Les deux livres de cistre d'Adrian Le Roy (1564-1565) et leur influence en Europe occidentale au XVIe siècle, 1966.
- Histoire de la musique, par Jacqueline Jamin, iconographie par Alphonse Leduc, légendes par Hélène Charnassé, Paris, Leduc, 1966.
- A propos d'un récent article de Jose Castro Escudero sur la méthode pour la guitare de Luis de Briceño, Revue de musicologie numéro 52, 1966.
- Les instruments à cordes pincées : harpe, luth et guitare, avec France Vernillat, Paris, Presses universitaires de France, 1970.
- Informatique musicale : Journées Informatique musicale, Paris, octobre 1973, textes réunis et présentés par Hélène Charnassé et Henri Ducasse, Paris, CNRS, Centre de documentation sciences humaines, 1974[7].
- Informatique musicale, textes des conférences organisées à Paris et à Ivry-sur-Seine par le CNRS, Équipe ERATTO[8], préface par Hélène Charnassé, Paris, Centre de documentation Sciences humaines, 1978.
- La musique à travers ses instruments, par Hélène Charnassé, Norbert Dufourcq et Georges Gourdet, Paris, Larousse, 1978[9].
- Soutenance sur travaux portant sur les tablatures instrumentales. Un essai de formalisation et de synthèse, dir. Marc Honegger, 1980.
- Informatique et musique : second symposium international, Orsay, juillet 1981, textes réunis et présentés par Hélène Charnassé, Ivry, ELMERATTO, CNRS, 1983.
- Aspects de la recherche musicologique au CNRS, textes réunis et présentés par Hélène Charnassé, Paris, Éditions du CNRS, 1984[10].
- La guitare, Paris, Que sais-je?, Presses universitaires de France, 1985[11].
- Instruments et musique instrumentale, textes réunis et présentés par Hélène Charnassé, avec la collaboration de Laurence Helleu, Paris, Éditions du CNRS, 1986.
- Musique et informatique, Bulletin de l'EPI (Enseignement Public et Informatique), CNRS, 1988[12].
- La transcription automatique des tablatures allemandes : état des travaux, avec Bernard Stepien et Michel Wallet, Paris, Euterpe, 1991.

## Édition scientifique
- Second livre de cistre : 1564, par Adrian Le Roy, transcription par Hélène Charnassé.
- Breve et facile instruction pour apprendre le tablature, à bien accorder, conduire, et disposer la main sur le cistre, 1565, par Adrian Le Roy, transcription par Hélène Charnassé.
- Deux motets pour la chapelle du roy, par Pierre Robert, édition par Hélène Charnassé, réalisation de Roger Blanchard, Paris, Heugel, 1969.
- Tablature pour les Luths V, Psaumes et Motets Latins à IV voix : Nuremberg, Formschneider, 1533, par Hans Gerle, études musicologiques par Hélène Charnassé et Raymond Meylan, réalisation informatique par Henri Ducasse, Paris, Heugel, 1978.
- Les deux livres de guitare : Paris 1682 et 1686 : la guitare en France à l'époque baroque, par Robert de Visée, transcription de la tablature et interprétation par Hélène Charnassé, Rafael Andia et Gérard Rebours, Paris, Editions Musicales Transatlantiques, 1999.